# 杉村香奈
杉村 香奈（すぎむら かな、1981年5月25日 - ）は、アメリカ出身のヴァイオリン奏者。

## 略歴
1981年、ニューヨークに生まれる。
5歳よりヴァイオリンを始める。東京芸術大学音楽学部附属音楽高等学校を経て付属音楽高等学校を経て、2004年に東京芸術大学を卒業する。その後は、東京芸術大学の非常勤講師を経て、ハノーファー音楽演劇大学で学んでいる。

## 賞歴
- 1998年 全日本学生音楽コンクール全国大会 高校の部 優勝[1][2][3]
- 2001年 カザフスタン国際ヴァイオリンコンクール シニア部門　優勝[1][2][3]
- 2002年 横須賀国際コンクール 総合優勝[1][2][3]
- 2002年 日本音楽コンクール ヴァイオリン部門1位[1][2][3]、鷲見賞、レウカディア賞、黒柳賞を受賞[3]
- 東京芸術大学内で安宅賞、アカンサス賞を受賞[3]
- 2004年 ロベルト・カネッティ国際ヴァイオリンコンクール 優勝[2]
- 2006年 ベオグラード国際青年音楽コンクールヴァイオリン部門2位[2]

## 師事
- 清水高師[2][3]
- 塚原るり子[2][3]
- イフラ・ニーマン[2][3]
- Krzystof Wegrzyn[2]

## ディスコグラフィ
- Henri Ghéon; André Caplet (2012). Le miroir de Jésus. Rondeau Production. OCLC 781828417
- Stephen Hartke; Astor Piazolla; Johannes Brahms (2014). The Arrival of Night. Genuin. ASIN B00NWZIRPU - フレックス・アンサンブルのヴァイオリン奏者として。